# It's Every Night Sis
"It's Every Night Sis" (também intitulado como "It's EveryNight Sis") é uma canção da personalidade  do YouTube e rapper estadunidense RiceGum com vocais da modelo e atriz Alissa Violet. Foi lançado em 6 de junho de 2017 e é uma resposta à canção de Jake Paul, "It's Everyday Bro".

## História
De 2015 a 2017, Alissa Violet teve um relacionamento intermitente com Jake Paul. Em agosto de 2016 eles passaram a morar juntos. Mais tarde, em 2017, Violet começou a alegar que Paul a estava expulsando de casa e abusando dela emocionalmente. Paul, por outro lado, acusou-a de traí-lo.
Em maio de 2017, Jake Paul e o grupo Team 10 lançaram a faixa "It's Everyday Bro". Então, Alissa Violet colaborou com RiceGum para lançarem uma canção de resposta.

## Paradas musicais
| Parada (2017)                                | Melhor posição |
| -------------------------------------------- | -------------- |
| Canadá (Canadian Hot 100)                    | 55             |
| Estados Unidos (Billboard R&B/Hip-Hop Songs) | 34             |
| Estados Unidos (Billboard Hot 100)           | 80             |

## Certificados
| Região                                                                                                  | Certificação | Vendas     |
| --- | ------------ | ---------- |
| Estados Unidos (RIAA)                                                                                   | Platina      | 1,000,000^ |
| *números de vendas baseados somente na certificação ^números de vendas baseados somente na certificação |              |            |